# Lâu đài Mystery

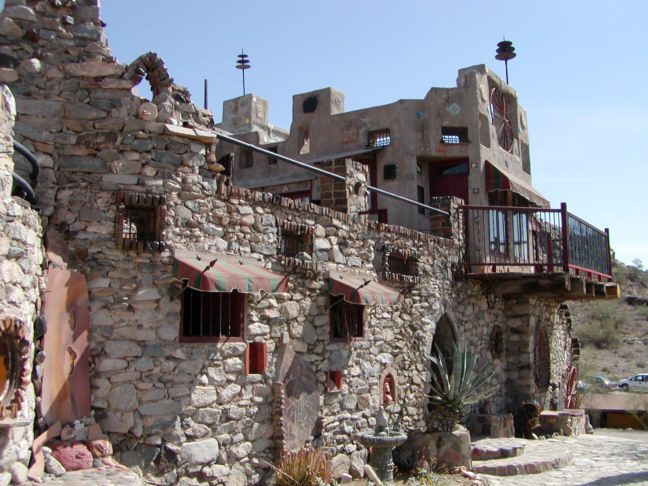
Lâu đài Mystery

Lâu đài Mystery (tiếng Anh: Mystery Castle) là một lâu đài nằm ở thành phố Phoenix, tiểu bang Arizona, ở chân đồi của South Mountain Park. Lâu đài được xây dựng trong những năm 1930 bởi Boyce Luther Gulley (qua đời năm 1945) để cho con gái Mary Lou Gulley. Ông đã mua một khu mỏ rộng 80 mẫu Anh và dành trọn 15 năm để xây tòa lâu đài này sau khi biết ông đã có bệnh lao, Gulley chuyển từ Seattle, bang Washington, đến khu vực Phoenix và bắt đầu xây dựng tòa lâu đàinày từ các nguyên liệu được tìm thấy hoặc không tốn kém. Boyce Gulley qua đời vào năm 1945, và Mary Lou và mẹ của cô đã được luật sư thông báo rằng họ đã được thừa kế tài sản. Ngay sau khi đó, hai mẹ con đã chuyển vào lâu đài.